# モラエア
モラエア、モレア（学：Moraea）はアヤメ科に含まれる属の一つ。または、モラエア属に含まれる植物の総称。

## 特徴
孔雀の羽の模様に似た花弁を持つ秋植え球根である。原産地及び自生地は南部アフリカ、西部アフリカで、外側に広がる花弁（外花被）には、受粉昆虫を誘い込む為の模様（ネクタリーガイド）がある。秋植え球根の中では珍しく花期が11月～翌年の4月までと、非常に長い（ポリスタキア種のみ）。葉は尖った形状をしており、薄い。花色は青紫色が基本だが、橙色、黄色などもある。尚、家畜には有毒である。

## 栽培方法
日本では流通が少ないので入手機会は限られる。球根の植え付けは10～11月に行う。開花が早いポリスタキア種は年内から開花し始める。ただし、耐寒性はさほど高くなく、降霜で葉が傷む場合があるので防寒対策を行う。花期は長いが、花の寿命は短く一日ほどで萎れてしまう。肥料は鉢植えの場合植え付け時に、庭植えの場合は開花期に合わせて液体肥料を2週間程度に一度施肥するのみで十分である。病害虫はほぼいないが、ハダニやアブラムシが稀に発生するので薬剤等を散布し対策する。

## 名称について
属名 Moraea の由来は、イギリス人の植物学者のロバート・モーレに因む。

## 下位分類
本項では栽培される種を掲載する。参考元はこちら。
- モラエア・アリスタータ

　（Moraea aristata）
花弁に孔雀の羽のような模様を持つのが特徴。
- モラエア・ヴィローサ

　（Moraea villosa）
植え付ける時期は同じだが、本種は春咲きの品種で、３～４月に蛇の目模様の入る花が咲く。本来は他のアヤメ科の植物と同じく花弁は6枚ある。しかし、内花被片が小さくなっており、見えにくいので3弁に見える。ピーコックモラエアとも呼ばれる。
- モラエア・エレガンス

　（Moraea elegans）
優美な雰囲気を漂わせる品種。
- モラエア・ポリスタキア

　（Moraea polystachya）
秋植え球根の中では珍しく球根を植え付けた年内から花が咲き始める。花の中心に黄色模様があり、アヤメ属、ロムレア属などの植物に似る。